# Fotografía publicitaria

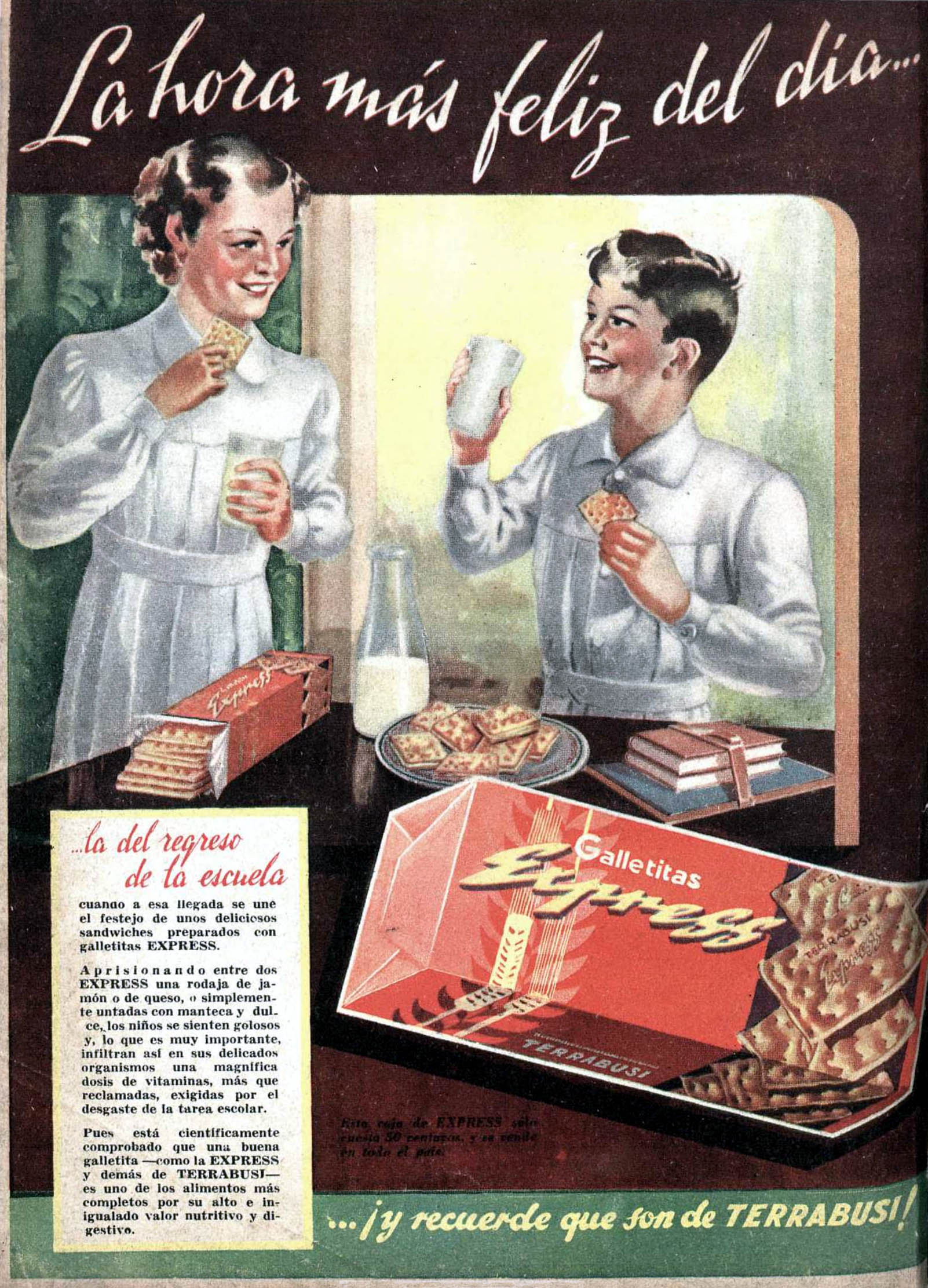
Imagen publicitaria de galletas Terrabusi

En la fotografía publicitaria, se utiliza una amplia gama de técnicas especiales con el fin de que las imágenes sean atractivas para el consumidor, y así ser un elemento de mayor influencia sobre el vidente. Generalmente la fotografía publicitaria es presentada en forma que provoque o promueva una decisión de compra.

## Historia
La fotografía sirve como inspiración e influye en las ideas políticas y sociales de la gente. Por ellos alrededor de 1920 se empezó a utilizar como un componente más de la publicidad.
La creación publicitaria se vio apoyada[¿cuándo?] por nuevos software[¿cuál?] y entró con fuerza la postproducción, de hecho antiguamente las fotos publicitarias eran las llamadas de arte final, ya que eran realizadas de una vez o retocadas con aerógrafo sobre la emulsión, trabajo de por sí para expertos.
La fotografía también sigue las nuevas tendencias que impone la moda y el cine, el uso de lentes o tendencias de color.
Con la llegada de las cámaras digitales, se empieza a perder lo que en esencia es la foto profesional (formato medio, cámara técnica) con tomas realizadas con película tradicional (negativo, diapositiva). En la actualidad, los grandes fotógrafos siempre usan formatos grandes por la calidad final.